# سلمى إحرام
سلمى إحرام (بالإنجليزية: Silma Ihram)‏ هي المرشحة المسلمة للانتخابات النيابية في أستراليا، ورائدة للتعليم الإسلامي في الغرب.
وُلِدَت سلمى إحرام في مدينة سيدني بأستراليا في عام 1954م، وحصلت على درجة البكالوريوس في البيولوجيا البحرية من جامعة جيمس كوك، وقد نشأت مسيحية وشاركت في النشاط المسيحي، ولكنها اعتنقت الإسلام في عام 1976م أثناء رحلتها إلى إندونيسيا.

## إسلامها
اتخذت سلمى إحرام قرارها بالإسلام عند معايشتها للمسلمين عن قرب خلال رحلتها إلى إندونيسيا؛ فقد رأت حُسن معاملة المسلمين بعضهم لبعض عن غير مصلحة يقصدونها، ورأت حسن استقبالهم للضيوف، ورأت حفاظ المسلمين على العفة، وصيانتهم للمرأة من الابتذال، وتكريمهم لها، وفوق ذلك وجدت في العقيدة الإسلامية بساطةً وعقلانية.

## إسهاماتها
أسست سلمى إحرام المركز النسائي الإسلامي في عام 1979م، وهي مؤسسة الكلية الإسلامية نور الهدى في عام 1983م، وألَّفت كتابين، وتشارك في إنتاج دروس مرئية عن الإسلام باللُّغة العربية.
في عام 2007م أصبحت سلمى إحرام أوَّل امرأة مسلمة تمثل حزبًا سياسيًّا، وذلك عندما أصبحت مرشحة الحزب في الانتخابات النيابية.
وسلمى هي نائب رئيس المجلس الإسلامي في أستراليا حاليًا، وخبير استشاري في مجال التعليم وعلاقات الجالية المسلمة، والأمين العام للمجلس الأسترالي للتربية الإسلامية في المدارس.
وهي أم لستَّة أطفال تقوم برعايتهم وتنشئتهم على التربية والأسس الإسلامية.
وتقوم سلمى إحرام بالتحدث في منتديات ومناظرات وقضايا تجاه التعليم والمسلمين في أستراليا، وتسهم بدأبها في مصادر الإعلام، وتعدُّ بحثًا لنَيْل درجة الماجستير في جامعة غرب سيدني، موضوعه (فهم تطور الهوية اللبنانية المسلمة لدى المراهقين والشباب).